# Frontera entre Malawi i Zàmbia
La frontera entre Malawi i Zàmbia és una frontera internacional que separa Zàmbia i Malawi a l'Àfrica oriental que té una orientació nord-sud de 837 kilòmetres estesa gairebé paral·lela al llac Malawi. Separa l'est de Zàmbia (regions Nord i Est) del territori de Malawi (regions Nord i Central). Al nord, al passatge del riu Songwe, forma un trifini Malawi-Zàmbia-Tanzània. A l'extrem sud el trifini entre ambdós estats i Zimbàbue. Passa per les proximitats de la muntanya Nyika i de la ciutat de Chipata a Zàmbia.
Ambdós països (Malawi - antiga Nyasalàndia; Zàmbia - antiga Rhodèsia del Nord) formaren part, junt amb Zimbàbue (antiga Colònia de Rhodèsia del Sud), un conjunt de possessions de l'Imperi Britànic, la Federació de Rhodèsia i Nyasalàndia des de 1953. Ambdues van obtenir l'autonomia en 1963 i es van independitzar en 1964, data en què es va establir la frontera.